# NGC 5213
NGC 5213 је спирална галаксија у сазвежђу Девица која се налази на NGC листи објеката дубоког неба.
Деклинација објекта је + 4° 7' 51" а ректасцензија 13h 34m 39,2s. Привидна величина (магнитуда) објекта NGC 5213 износи 14,0 а фотографска магнитуда 14,8. NGC 5213 је још познат и под ознакама UGC 8552, MCG 1-35-8, CGCG 45-28, VV 18, IRAS 13321+0423, PGC 47842.